# Gymnophthalmus lineatus
Gymnophthalmus lineatus — вид ящірок родини гімнофтальмових (Gymnophthalmidae). Мешкає на Карибах.

## Поширення і екологія
Gymnophthalmus lineatus мешкають на островах Кюрасао і Бонайре в групі Підвітряних островів, а також на венесуельських островах Лас-Авес. Вони живуть в чагарникових заростях, лісах і садах, серед опалого листя.